# Buenos Aires (película de 1966)
Buenos Aires es una película en blanco y negro de Argentina, cortometraje dirigido por David José Kohon según su propio guion que se produjo en 1958 y se estrenó el 26 de agosto de 1966 integrando el filme Che, Buenos Aires.

## Sinopsis
Contrastes de la ciudad en materia de vivienda: grandes mansiones y rascacielos conviviendo con villas de emergencia.

## Comentarios
Sobre el filme Che, Buenos Aires del que formó parte  Buenos Aires se hicieron estos comentarios:
Manrupe y Portela escribieron:

”Recopilación de cinco buenos trabajos realizados años antes.”

La revista Gente opinó:

”Un paseo fotográfico…En cualquier colectivo se conoce mejor.”

La nota firmada por RAI en El Mundo dijo:

”El fenómenor Buenos Aires…el valor de la comunicación de un cine olvidado, el cortometraje.”

La Nación comentó en su nota crítica:

”Personalidad homogénea y coherente…feliz iniciativa  de reunir estos cinco cortometrajes.”

Respecto de la película Buenos Aires opinó  Antonio A. Salgado en Tiempo de Cine:

”El film abusa de la acrobacia formal en su afán de ser cinematográfico, un peligro que Kohon no superó totalmente, incluso en sus dos films posteriores. Naturalmente, no basta con el dominio de un lenguaje, sino que, además, debe tenerse algo que decir por medio de él.”